# Музей янтаря (Паланга)
Музей янтаря (лит. Gintaro muziejus) — музей в Паланге, один из филиалов Литовского художественного музея.

## История музея
Литовский поэт Эдуардас Межялайтис сказал: «Мы прибалты, и в жилах у нас течёт янтарь». Музей янтаря в Паланге посвящён самому любимому камню литовцев, согласно одной из сказок которых янтарь — это слёзы морской богини Юрате, наказанной могущественным Перкунасом за любовь к простому рыбаку.
Со времён неолита добыча и торговля янтарём играли важную роль в экономике Восточной Прибалтики. В XVII веке в Паланге работали янтарные мастерские, образовывались гильдии янтарных дел мастеров, работы которых высоко ценились не только в Прибалтике, но и во многих странах Европы. К концу XVIII века Паланга стала центром янтарного промысла, перед Первой мировой войной в Паланге обрабатывалось ежегодно около 2000 килограммов янтаря.
Музей размещается во дворце Тышкевичей, построенном в 1897 году недалеко от берега Балтийского моря по проекту немецкого архитектора Франца Швехтена. Дворец расположен в красивейшем парке, разработанном ландшафтным архитектором Эдуардом Франсуа Андре.
Музей был открыт 3 августа 1963 года и расположен в 15 помещениях площадью около 750 квадратных метров. Коллекция включает 28 тысяч экспонатов. Для обозрения выставлено около 4,5 тысяч камней янтаря и предметов, при изготовлении которых использовался янтарь. Коллекция демонстрирует как формирование янтаря в процессе эволюции, так и его роль в истории и культуре человечества.
С Литовским художественным музеем Музей янтаря был объединён в 1990 году и до сих пор продолжает расширяться.
Музей славится своими культурными традициями: с 1984 года на террасе дворца ежегодно проводится летний фестиваль «Ночные серенады», в Каминном зале проходят культурные мероприятия и встречи с художниками.
Пространства на первом этаже дворца изобилуют обновлёнными историческими интерьерами, рассказывающими о жизни графов Тышкевичей в этом дворце. Здесь представлены помещения с аутентичной обстановкой: Холл, Церемониальный зал, Красный салон, Большой салон, Кабинет графини, Голубой салон, Кабинет молодого графа, Малый салон. Основная экспозиция музея янтаря занимает второй этаж дворца.

## Коллекция музея
Из 28 тысяч экспонатов музея около 15 тысяч являются инклюзами, в которых находятся насекомые и части растений. Также в музее находится «Янтарное солнце» или «Солнечный камень» — один из крупнейших янтарей массой 3 килограмма 524 грамма, история которого включает два похищения.
В 2011 году экспозиция музея была обновлена; открылись для посещения недоступные ранее залы. В 2012 году здесь была развёрнута выставка, посвящённая 150-летию со дня рождения знаменитого литовского поэта Майрониса.
К концу 2014 года музей посетило более 8 миллионов человек.
Начало музея рассказывает о происхождении янтаря и его составе. Рождение прибалтийского янтаря из осадков в дельтах протекающих на территории Фенноскандии рек относят к эпохе эоцена. Описывается процесс, в ходе которого древесная смола в ходе жизнедеятельности различных микроорганизмов, окисления и полимеризации превращается в янтарь. Далее представлены разнообразные кусочки янтаря и поделки из него: фигурки, украшения, сувенирные изделия, в том числе не только из прибалтийского камня, но и янтарные изделия из других регионов мира (Африка, Австралия, Тибет, Индонезия, Египет). Небольшой стенд отведён также для демонстрации изделий из поддельного янтаря.
К числу объектов культурного и художественного наследства Литвы в числе прочего относится янтарное кольцо, созданное в XV веке, янтарный крест XVI века и украшения XVI-XIX веков. Среди экспонатов этого времени есть сигарные мундштуки, шкатулки для украшений и чётки.
Вместо утраченных артефактов эпохи неолита археологами созданы копии. На выставке есть также произведения современного искусства, например, работы литовских художников Хорстаса Талейкиса (Horstas Taleikis), Дионизаса Варкалиса (Dionyzas Varkalis), Йонаса Урбонаса (Jonas Urbonas).
Из работ советского периода можно выделить портрет литовской писательницы, прозаика и драматурга Юлии Жемайте („Žemaitė“), шахматную доску с фигурками, деревянные настенные панно с большими кусками янтаря, миниатюрные модели парусников и трактора.
В бывшей часовне дворца проводятся временные выставки.

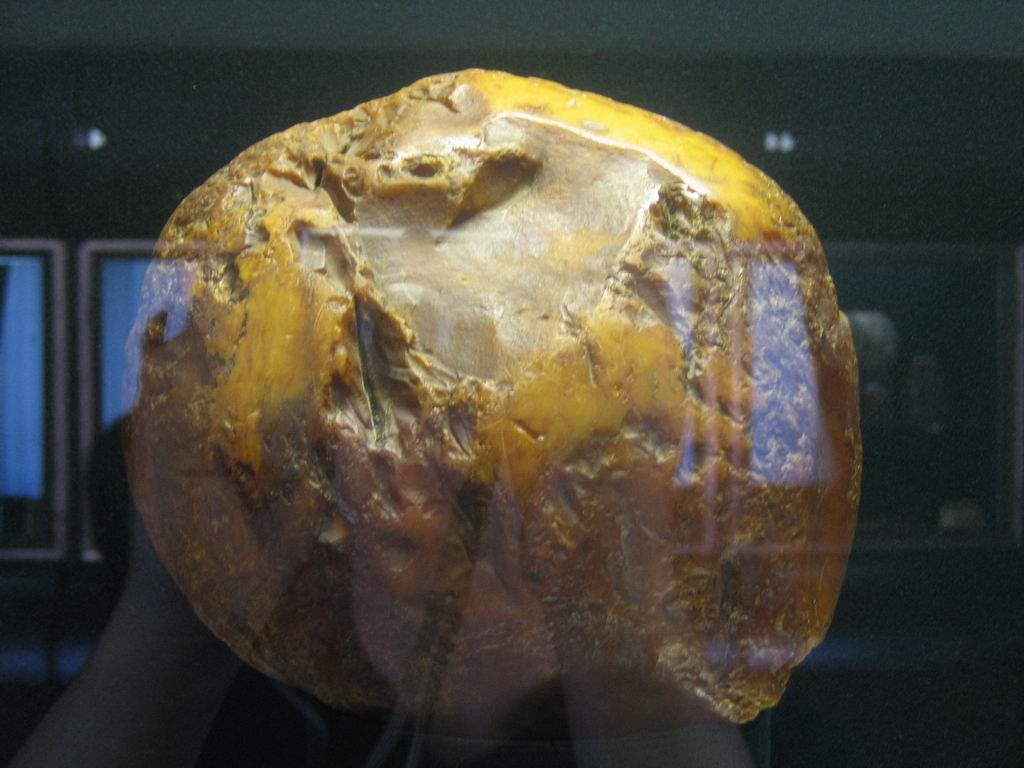
«Янтарное солнце»
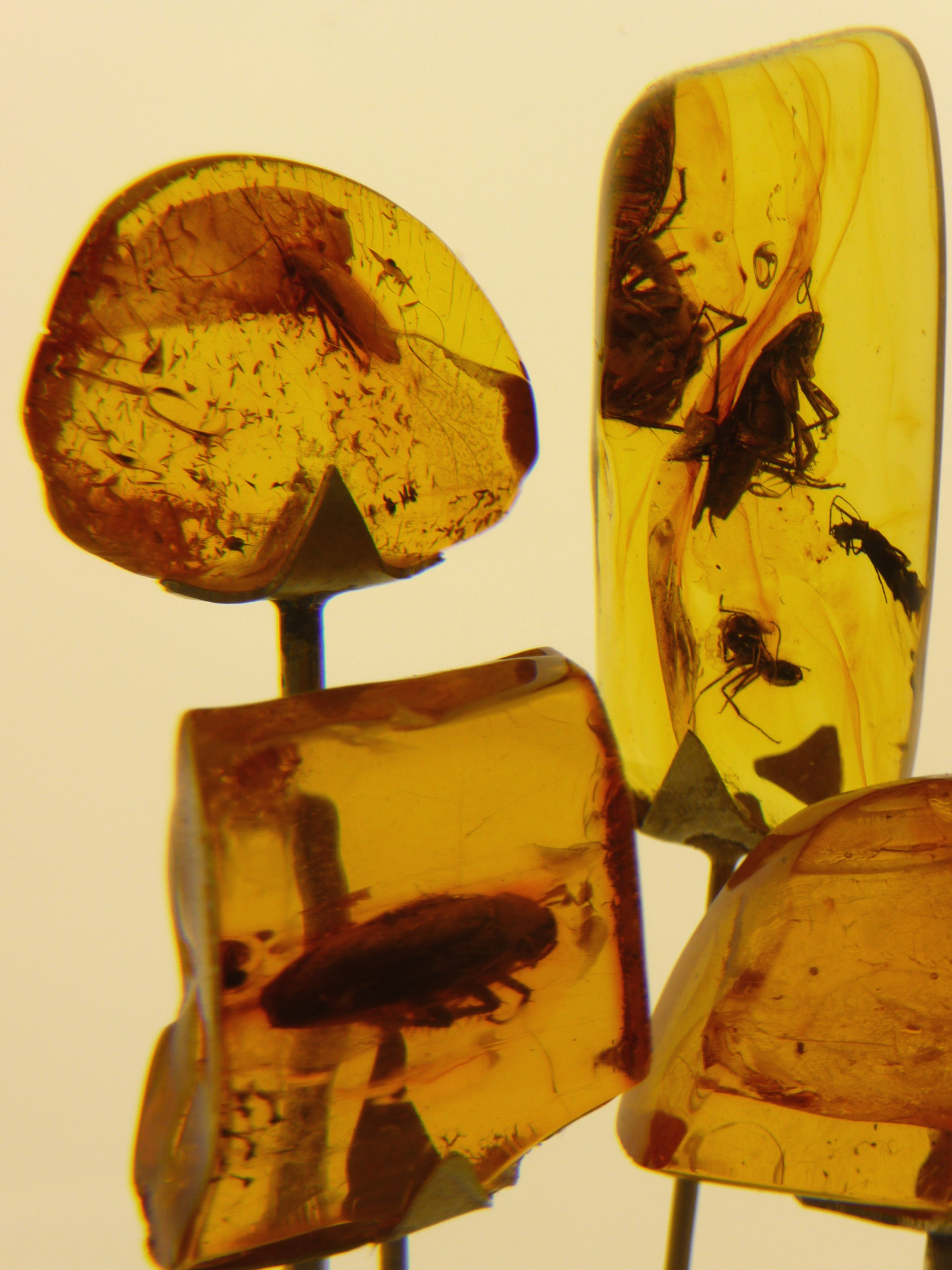
Инклюзы
«Трактор»
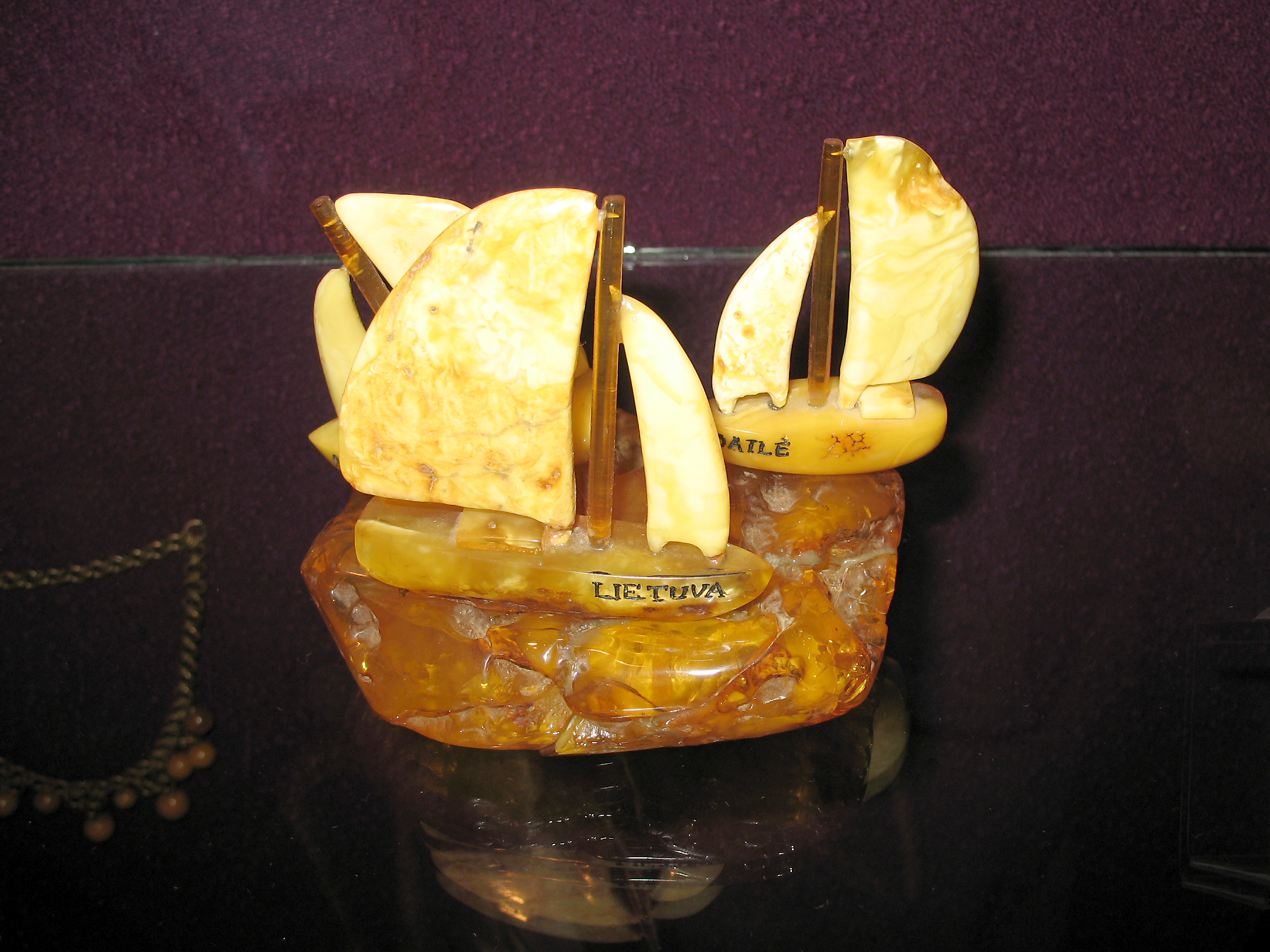
«Яхты в море»
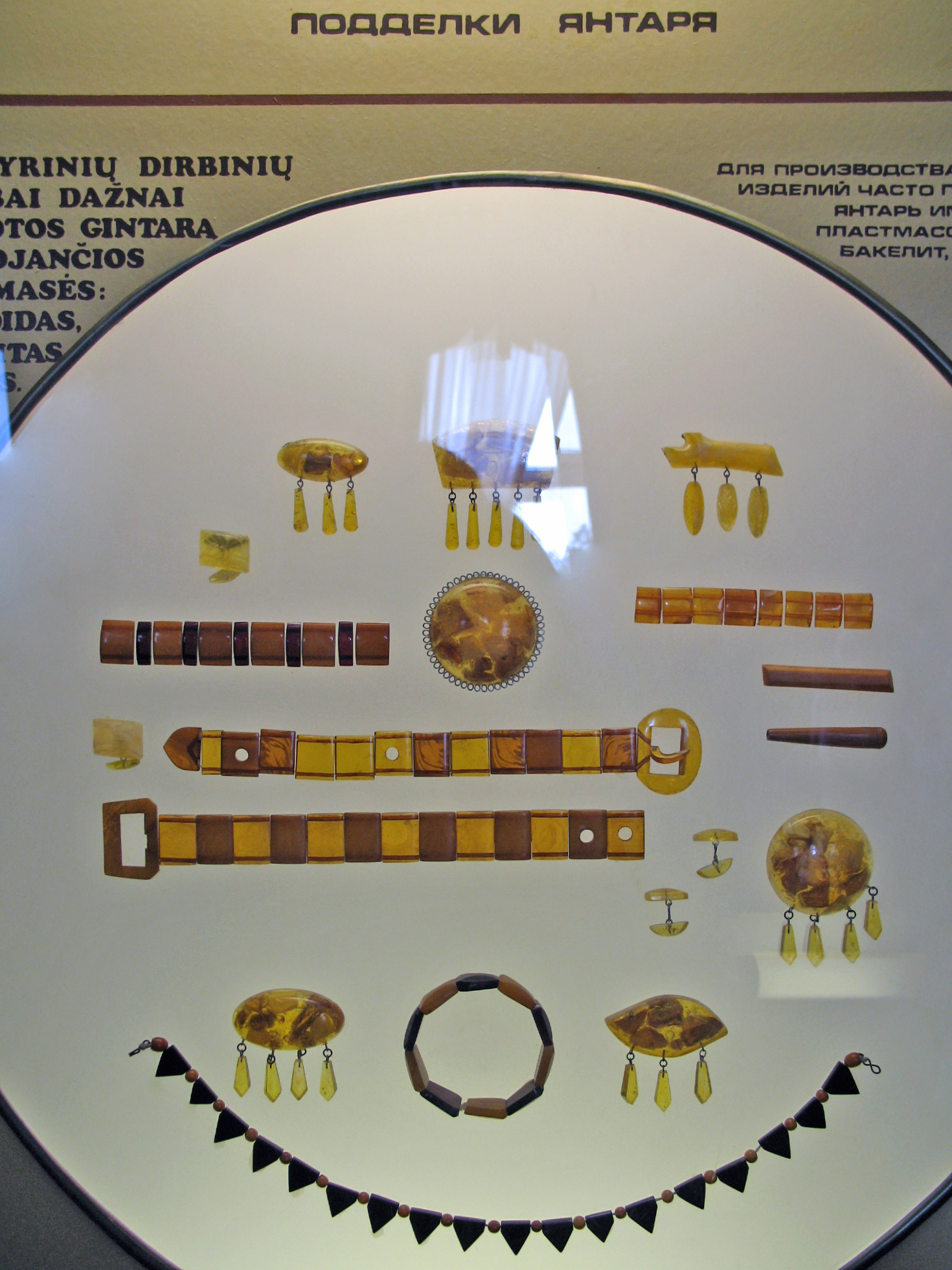
Экспонат «Подделки янтаря»

## Филателия

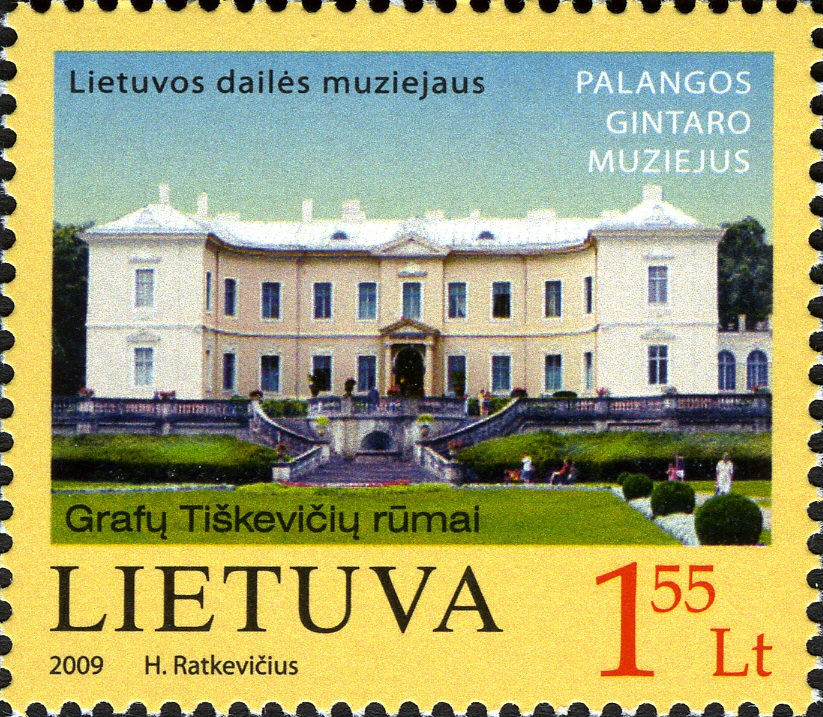
Музей янтаря на марке Литвы 2009 года
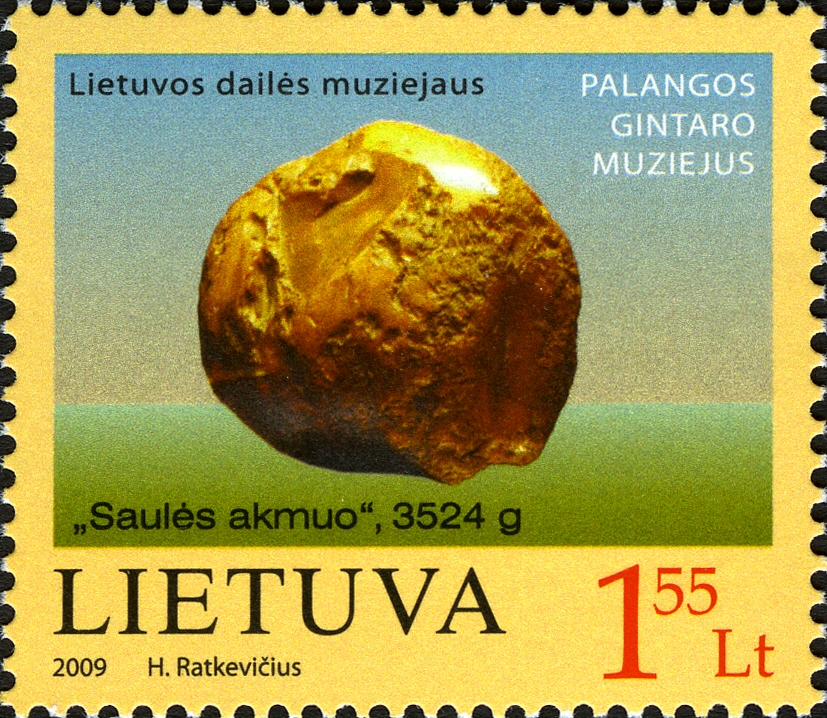
«Солнечный камень» из Музея янтаря на марке Литвы 2009 года